# Закон на Мур
Законите на Мур са емпирични закони, свързани с непрекъснатото усъвършенстване на производството на интегрални схеми. Първият е формулиран от Гордън Мур, съосновател на Интел, а другите също са наричани от своите създатели „закони на Мур“, но се отнасят също до експоненциалния ръст на други величини и това е общото им с първия. Законите на Мур се отнасят до технологията на микроелектрониката и по-точно до развитието на изчислителната мощ на микропроцесорите и уплътнението на интегралните схеми.

## Първи закон на Мур
През 1965 година, шест години след изобретяването на интегралните схеми, в едно свое изказване Гордън Мур изказва предположението, че може да се предположи как ще се увеличава плътността на транзисторите върху чиповете, а оттам – и изчислителната мощ на процесорите. Основание за това му дава емпиричното наблюдение, че разработването на нови модели процесори отнемало 18 – 24 месеца, а всеки следващ модел имал около два пъти по-голяма производителност (изчислителна мощ). Според него броят транзистори на новите модели микропроцесори ще нараства приблизително два пъти на всеки 18 – 24 месеца (виж графиката отдясно).
Мур заключава, че ако тази тенденция продължи, изчислителната мощ на процесорите ще расте експоненциално. Последвалото развитие на микроелектрониката наистина показва, че удвояването на броя транзистори върху една и съща площ (всъщност намаляването на отделните размери на устройствата) наистина се наблюдава на всеки 24 месеца.

## Втори закон на Мур
Вторият закон на Мур е изведен през 1998 г. и гласи, че разходите за фабриките за производство на чипове нарастват експоненциално с усложняването на произвежданите интегрални схеми. Така например корпорацията Интел е похарчила 4 млн. щатски долара за фабриката си за динамични памети с капацитет от 1 Кбит, а оборудването за производството на микропроцесора Pentium по 0,6-микронна технология c 5,5 милиона транзистора е струвало 2 милиарда щатски долара. Стойността на Fab32, завод за производство на процесори на базата на 45-нм технологичен процес е излязла 3 млрд. щ.д. през 2007 г.

## Валидност
От формулирането на закона на Мур са изминали повече от 50 години. През 2007 самият Мур заявява, че вероятно неговият закон скоро ще престане да действа поради съществуване на граница на намаляване на размерите на електронните елементи, свързана с атомната природа на материята и физическите ограничения.
През 2009 г. анализаторите очакват законът на Мур да престане да действа през 2014 г. 
През 2011 г. Мичио Каку твърди, че около 2020 или скоро след това законът ще престане да действа поради забавяне на темповете вследствие на достигането на гранични стойности в размерите на транзисторите. Ограничение е и охлаждането на все по-малките елементи.
Въпреки някои колебания в периода на удвояването, законът на Мур продължава да работи към януари 2020 г. Публикувано е изследване, според което през последните 50 години паметите DRAM, флаш-паметите, микропроцесорите и графичните процесори следват линията, предначертана от Мур.